# 人材育成バラエティー 関ジャニ∞の怒られよう!
『人材育成バラエティー 関ジャニ∞の怒られよう!』（じんざいいくせいバラエティー かんジャニエイトのおこられよう）は、テレビ朝日系列で2010年7月4日に放送された特別番組。関ジャニ∞の冠番組である。

## 概要
本番組は、関ジャニ∞のメンバーたちが業績好調な企業の裏に隠されたハードな育成現場に潜入し、各企業の研修を実際に受ける番組。
村上信五・丸山隆平は、東京・渋谷「109」で10年連続売り上げ1位を誇る女性ファッションブランド『CECIL McBEE』、横山裕・安田章大は、10年で国内に300以上の店舗を出店し、海外にも進出している『築地銀だこ』、渋谷すばる・錦戸亮・大倉忠義は、大手引っ越し業者『アリさんマークの引越社』で研修を行った。
2010年7月4日（日曜日）23:00 - 23:55（JST）に番組初回が放送された。
同番組の放送枠は、2015年からは同じく関ジャニ∞がMCを務める冠番組『関ジャム 完全燃SHOW』が放送されている。

## 出演者
- 関ジャニ∞（横山裕、渋谷すばる、村上信五、丸山隆平、安田章大、錦戸亮、大倉忠義）
- 大木優紀（テレビ朝日アナウンサー）

## 放送内容
- 放送日：2010年7月4日
  - 研修先
    - 村上・丸山：CECIL McBEE
    - 横山・安田：築地銀だこ
    - 渋谷・錦戸・大倉：アリさんマークの引越社

  - ゲスト：平子理沙

## スタッフ
- 構成：興津豪乃、木村タカヒロ、岸本浩二
- ナレーター：皆口裕子
- カメラ：松井光太郎
- 音声：絹山幸広
- 美術プロデューサー：内藤佳奈子
- メイク：中川奈帆
- 音響効果：田村智之（クジラノイズ）
- CG：glow
- リサーチ：フォーミュレーション
- 編集：中村豊
- MA：中尾和博
- 技術協力：八峯テレビ、麻布プラザ
- 美術協力：フジアール
- 編成：林雄一郎
- 宣伝：河北桃子
- 協力：ジャニーズ事務所
- AD：比嘉孝太
- AP：星野敬子、向井美科
- ディレクター：谷中憲
- 演出：渡辺剛
- プロデューサー：上原敏明、島田勇夫
- ゼネラルプロデューサー：清水克也
- 制作協力：ユーフィールド
- 制作著作：テレビ朝日